# フェルナンド・ロペス・ドス・サントス・ヴァレラ
フェルナンド・ロペス・ドス・サントス・ヴァレラ（ポルトガル語: Fernando Lopes dos Santos Varela、1987年11月26日 - ）は、ポルトガル生まれの元カーボベルデ代表サッカー選手。現役時代のポジションはDF。

## クラブ歴

### ポルトガル
リーガ・デ・オンラのGDエストリル・プライアでプロ選手となったが、UDリオ・マイオルに期限付き移籍に出された。2009年1月にプリメイラ・リーガに昇格したCDトロフェンセに移籍し1部で初出場したが、2008-09シーズンの1シーズンで降格し、再び2部生活となった。
2011年夏に、22年ぶりに昇格したCDフェイレンセに移籍。全試合スターティングメンバーとして活躍したが、2012年1月28日のSLベンフィカ戦では得点した後にオウンゴール、更にペナルティキックを献上し、全得点に絡んだ挙句に1-2で敗戦したという出来事もあった。その後フェイレンセは降格した。

### ルーマニア

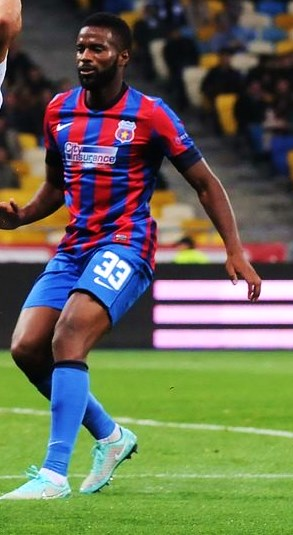
2015年、FCステアウア・ブカレスト時代

2012年5月29日に3年契約でFCヴァスルイに移籍。翌年9月1日にFCステアウア・ブカレストに125000万ユーロの移籍金と3年契約で移籍。2014-15シーズン末にはマラガCFが彼の獲得に興味を示したが、600万ユーロのオファーをステアウア・ブカレストは断った。

### PAOK
2016年7月23日、契約満了まで半年ほど残してギリシャ・スーパーリーグのPAOKテッサロニキに140万ユーロで移籍。

### 引退
2025年7月11日、自身のInstagramアカウント上で引退を表明した。

## 代表歴

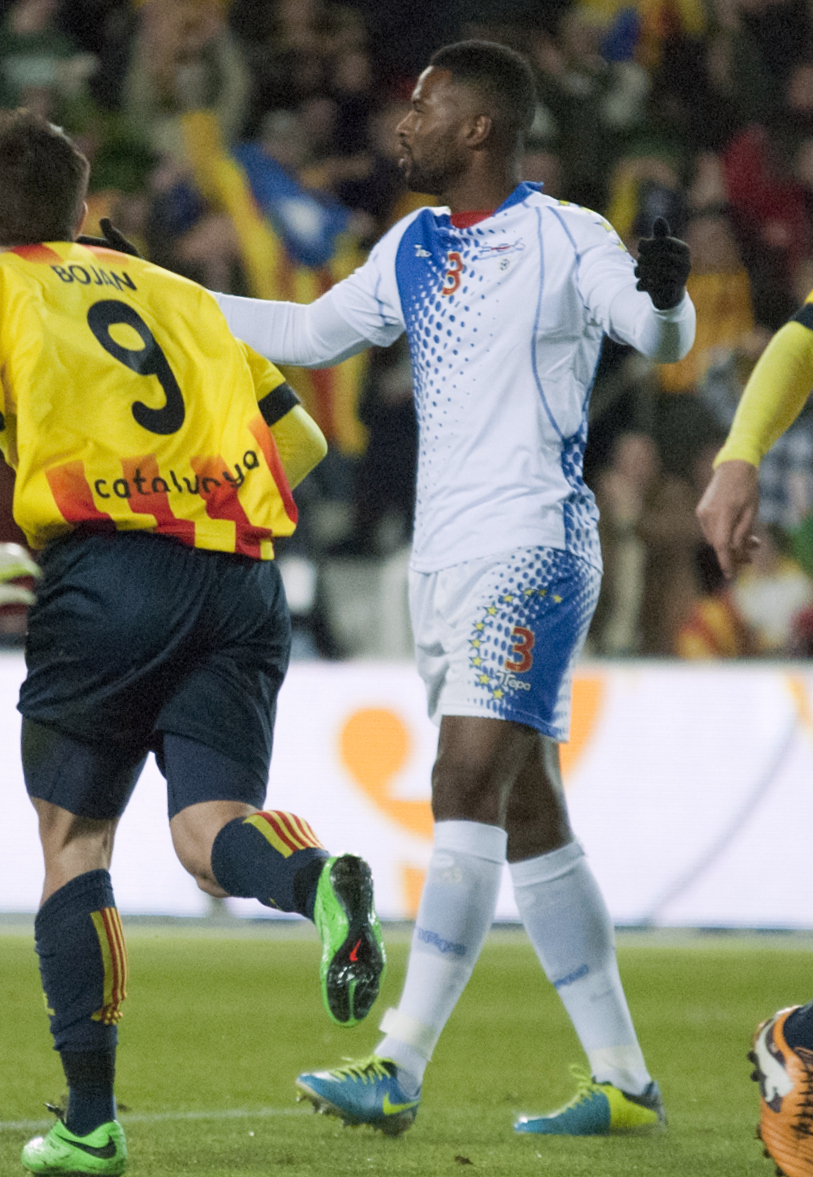
2013年12月、カーボベルデ代表にて

ポルトガル生まれであるが、カーボベルデ代表を選択。2008年5月27日のルクセンブルク代表戦で初出場。2010年5月24日には出生地のポルトガル代表との親善試合に出場、2010 FIFAワールドカップ本戦を控えた格上相手にスコアレスドローを演じた。
2014 FIFAワールドカップ・アフリカ予選では2013年3月24日の赤道ギニア代表戦で退場処分となり4試合出場停止となったが、チュニジア代表戦で出場してしまったためにこの試合は反則負けとなった。因みに退場となった赤道ギニア戦では相手のエミリオ・エンスエが出場資格がないにも関わらず出場したため、この試合も没収試合とされたが、彼の出場停止処分が無かった事にはならなかった。

## 個人成績
2018年6月14日現在
| #  | 日附          | 場所                                                     | 対戦相手     | 得点 | 結果 | 大会                               |
| -- | ------------- | -------------------------------------------------------- | ------------ | ---- | ---- | ---------------------------------- |
| 1. | 2010年9月4日  | プライア・エスタジオ・ダ・ヴァルゼア                     | マリ         | 1-0  | 1-0  | アフリカネイションズカップ2012予選 |
| 2. | 2012年2月29日 | アンタナナリボ・マハマシナ・ムニシパル・スタジアム       | マダガスカル | 3-0  | 4-0  | アフリカネイションズカップ2013予選 |
| 3. | 2013年1月27日 | ポート・エリザベス・ネルソン・マンデラ・ベイ・スタジアム | アンゴラ     | 1-1  | 2-1  | アフリカネイションズカップ2013     |

## タイトル

### クラブ
ステアウア・ブカレスト
- リーガI: 2013-14, 2014-15
- クパ・ロムニエイ: 2014-15
- クパ・リギー: 2014-15, 2015-16

PAOK
- キペロ・エラーダス: 2016-17, 2017-18, 2018-19, 2020-21
- ギリシャ・スーパーリーグ: 2018-19

### 個人
- リーガI年間最優秀外国人選手賞: 2015